# Japon pendant la Première Guerre mondiale
 (août 2022).
Si vous disposez d'ouvrages ou d'articles de référence ou si vous connaissez des sites web de qualité traitant du thème abordé ici, merci de compléter l'article en donnant les références utiles à sa vérifiabilité et en les liant à la section « Notes et références ».

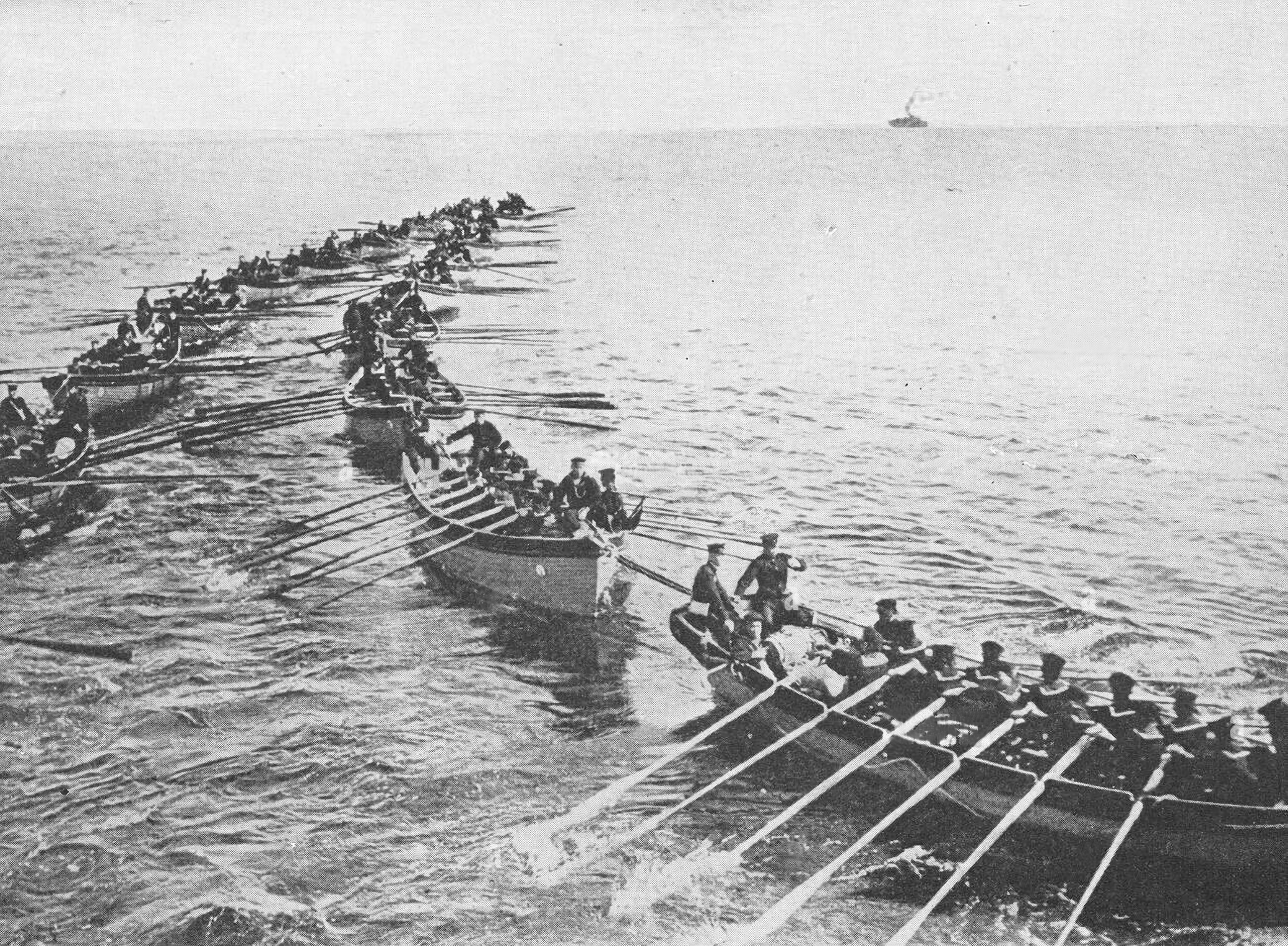
Débarquement de troupes japonaises lors du siège de Tsingtao.

Le Japon durant la Première Guerre mondiale (第一次世界大戦, Daiichiji Sekai Taisen) (1914 à 1918) fit partie de la Triple-Entente, et joua un rôle important sur les routes de ravitaillement du Pacifique sud et de l'océan Indien contre les forces allemandes et en particulier de la marine du Kaiser. Le Japon profita de l'occasion pour étendre sa sphère d'influence en Chine et pour revendiquer un rôle géopolitique lors de la fin du conflit.

## La guerre en Europe vue par le Japon
Selon l’historien indien K. M. Panikkar, dans son ouvrage Asia and Western dominance, « La Grande Guerre de 1914-1918 fut, du point de vue asiatique, une guerre civile à l’intérieur de la communauté européenne des nations ». En effet, pour les Asiatiques, et en particulier les Japonais, les Européens constituaient avant tout une même « famille raciale, politique et spirituelle », selon les mots de Jean Lequiller. Le Japon considérait les Occidentaux comme un groupe menaçant duquel il fallait se protéger.
En mars 1914, le comte Okuma devint Premier ministre du Japon, à l’âge de 76 ans. Dans son gouvernement se trouvait un personnage très influent, le baron Kato Komei. Ministre des Affaires étrangères lorsqu’éclata la Première Guerre mondiale en Europe, il y vit clairement l’occasion pour le Japon d’étendre sa propre domination en Asie, et prit en main la diplomatie japonaise vis-à-vis des puissances occidentales. Le conflit qui s’engagea alors en août en Europe suscita peu d’émotion dans la population japonaise, qui ne se sentit pas menacée et qui pensa que la guerre serait courte. L’entrée du Japon dans le conflit fut en réalité le résultat d’un calcul des dirigeants et diplomates japonais, tandis que la nation fut peu affectée dans son ensemble.
Depuis le XIXe siècle, des puissances européennes telles que le Royaume-Uni, la Russie, la France et l’Allemagne, s’étaient installées, avaient fondé des comptoirs en Chine, notamment pour y engager un commerce lucratif. Mais ces quatre pays dépensaient alors toute leur énergie dans la Première Guerre mondiale, ce qui laissait en quelque sorte le champ libre au Japon pour mener des actions face à la Chine.
Mais plutôt que d’attaquer brutalement la Chine, le Japon préféra intelligemment s’engager dans la Première Guerre mondiale pour défendre en réalité ses propres intérêts. Le gouvernement japonais hésita longtemps à s’engager du côté de l’Entente ou de la Triplice, avant de choisir la première. En effet, on n’imaginait pas une défaite anglaise, et, en cas de défaite, il était peu envisageable qu’on assiste à des représailles de la part de l’Allemagne au Japon, car celle-ci était moins impliquée en Extrême-Orient que la Grande-Bretagne notamment. De plus, les traditions diplomatiques inclinaient naturellement vers l’Angleterre, alliée au Japon depuis le traité du 30 janvier 1902, et qui s’était rapprochée des États-Unis, puissance émergente.

## Événements de 1914
La Grande-Bretagne donna alors au Japon la mission de s’emparer des possessions de l’Empire allemand dans la région du Shandong en Chine, et dans le Pacifique, notamment les îles Mariannes, Marshall, et Carolines. Le 15 août, le Japon envoya un ultimatum au gouvernement allemand : il somma l’Allemagne de « retirer ses navires de guerre et ses navires armés de toute sorte des eaux japonaises et chinoises, et désarmer immédiatement tous ceux qui ne pourront pas être retirés », mais aussi de « remettre aux autorités japonaises, le 15 septembre au plus tard, sans condition ni compensation, tout le territoire de Kiautschou qui sera ultérieurement restitué à la Chine », comptoir allemand situé dans le sud de la péninsule du Shandong. Le Japon prétendit demander cela pour « écarter toutes les causes de troubles dont la paix pourrait souffrir en Extrême-Orient et pour sauvegarder les intérêts visés par l’accord d’alliance entre le Japon et la Grande-Bretagne, c’est-à-dire assurer une paix solide et durable en Asie orientale ». L’Empire allemand eut jusqu’au 23 août pour répondre à l’ultimatum, mais celui-ci fit savoir qu’il n’y répondrait pas. Le 23 août, à midi, le Japon se considéra par conséquent en état de guerre avec l’Allemagne.
Les opérations japonaises en Asie orientale furent ensuite menées facilement et rapidement. Dès le 27 août, l’escadre japonaise de l’amiral Kato Sadakichi bloqua les environs de Tsingtao. Le 2 septembre, ce furent les troupes du général Kamio (accompagnées de quelques centaines de Britanniques) qui débarquent dans le Shandong. Le 13 septembre, ces mêmes troupes investirent la gare de Tsingtao et occupèrent la voie ferrée reliant Tsingtao à Tsinan. Le 31 octobre, les Japonais aidés par les Britanniques entamèrent le siège de Tsingtao et commencèrent à bombarder la forteresse de Tsingtao. Les troupes allemandes du général Waldeck (environ 4 500 hommes) se rendirent le 7 novembre sans conditions. Le 10 novembre, le territoire entier du Kiautschou était occupé, et le lendemain, les vainqueurs défilaient dans Tsingtao.
Au même moment, la flotte japonaise occupait les archipels de l’Empire allemand dans le Pacifique au nord de l’Équateur, notamment les îles Mariannes, Marshall et Carolines. (voir Théâtre océanien de la Première Guerre mondiale). Dans les combats, les Japonais perdirent environ 1 700 hommes et seulement un croiseur. L’escadre des croiseurs est-asiatiques allemande fut quant à elle éliminée par la flotte britannique lors de la bataille des îles Falkland le 8 décembre 1914.
Après cette victoire, les Japonais avaient terminé leurs opérations concernant les possessions allemandes en Asie orientale, et pouvaient se consacrer librement à la question chinoise, leur motivation principale pour participer à la guerre. Malgré les espoirs de la France notamment, toute intervention en Europe fut catégoriquement exclue par Tokyo, qui avançait toujours l’argument que l’intervention japonaise visait uniquement à maintenir la paix en Extrême-Orient.

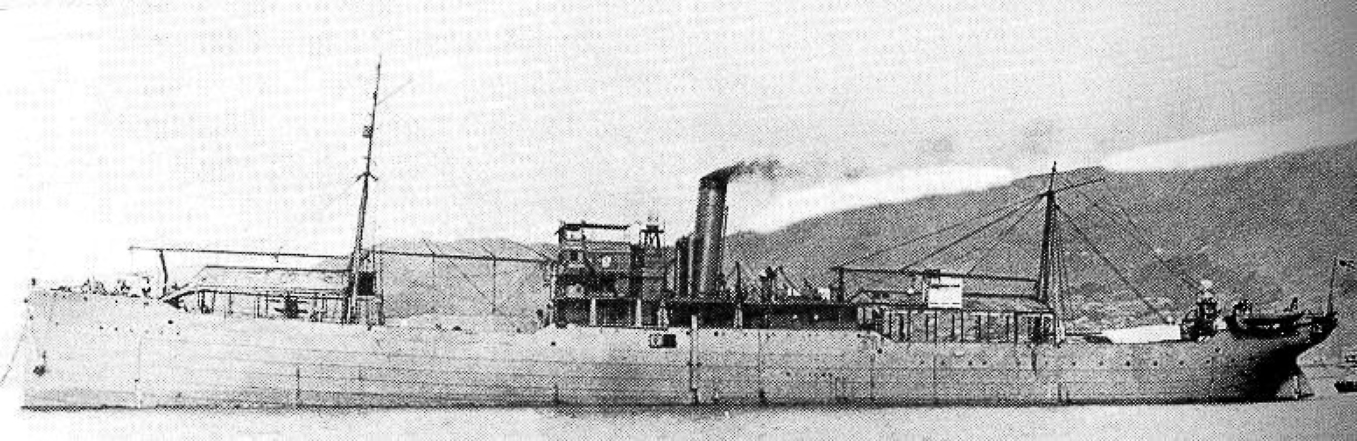
le transport d'hydravions Wakamiya en 1924.

## Événements de 1915-1916
Pendant les révoltes de février 1915, les forces japonaises aidèrent les Britanniques à mater les troupes indiennes.
Une armée permanente japonaise occupait désormais la région du Shandong et y contrôlait notamment les actions commerciales chinoises. Au début du mois de janvier 1915, Yuan Shikai, le chef d’État chinois, conscient de la menace d’annexion qui pesait sur le Shandong, réclama le retrait des troupes japonaises. Le Japon ne craignait plus alors l’intervention des puissances européennes occupées par la guerre. Le gouvernement répondit donc à Yuan Shikai le 18 janvier à travers les célèbres « 21 demandes », un ensemble de requêtes ayant pour objectif d’étendre le contrôle politique et économique du Japon sur la Chine. Des discussions entre la Chine et le Japon furent entamées à propos de ces « 21 demandes ». Le gouvernement chinois n’était cependant pas en position de négocier. De plus, il ne reçut aucune aide concrète de la Grande-Bretagne et des États-Unis, mis à part quelques notes relativement modérées de Washington adressées au gouvernement japonais, pour lui conseiller d’atténuer ses demandes. Pratiquement abandonnée et soumise à une pression de plus en plus forte de la part des troupes japonaises, la Chine fut contrainte d’accepter ces « 21 demandes » dans un traité signé le 25 mai 1915.
Le Japon avait alors rempli les objectifs qu’il s’était fixés en s’engageant dans la Première Guerre mondiale. En effet, il avait consolidé son empire continental et obtenu de nouveaux territoires en Chine, et s’était emparé d’archipels dans le Pacifique. Mais les agissements du gouvernement japonais suscitaient des désaccords au sein même du Parlement japonais. Le chef de l’opposition Hara Kei notamment, accusait le gouvernement d’avoir, par les « accords du 25 mai », fortement et durablement dégradé les relations entre la Chine et le Japon, provoqué les soupçons des puissances occidentales et particulièrement des États-Unis, ainsi que d'avoir entaché le prestige du Japon.
L’année 1916 fut alors principalement consacrée à améliorer les rapports diplomatiques du Japon avec les autres puissances occidentales alliées, notamment pour se protéger des États-Unis, qui voyaient d’un mauvais œil l’attitude japonaise en Chine. Le comte Okuma, âgé de 78 ans, choisit de prendre sa retraite ; lui succéda à la tête du gouvernement le général Terauchi, le 9 octobre 1916.
Tout au long de cette période, les Allemands essayèrent de signer un accord séparé avec les Japonais, il y eut le 3 juillet 1916 un accord russo-japonais promettant de ne pas signer de paix séparée avec l'Allemagne et projetant une action commune en Mandchourie et en Mongolie.

## Événements de 1917

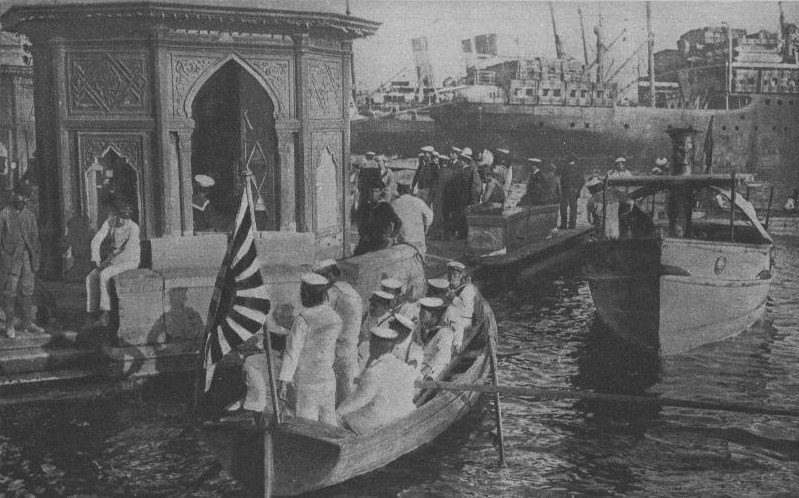
Un navire japonais à Salonique le 20 mai 1917, journal Le Miroir.

L'Amirauté demanda une aide plus importante et notamment des navires ; le 18 décembre 1916, la demande aboutit à l'envoi d'une escadre de deux croiseurs au port du Cap et de quatre destroyers à Malte.
L'amiral Sato Kozo sur le croiseur Akashi arriva le 13 avril 1917 à la tête des 10e et 11e escadres de destroyers (huit unités). Cette Escadre spéciale numéro deux effectua 348 sorties, escorta 788 navires qui transportaient 700 000 soldats et sauva 7 075 naufragés.
À partir de 1917, les États-Unis se rapprochèrent de plus en plus des alliés. Le cabinet Terauchi choisit alors d’accentuer la politique visant à protéger les intérêts du Japon concernant la région de Shandong et les îles du Pacifique au Nord de l’Équateur. Le gouvernement japonais demanda alors à l’Angleterre, à la France et à la Russie de confirmer ses droits sur ces territoires. L’Angleterre donna une réponse favorable dès le 16 février, suivie par la France le 1er mars et la Russie le 3 mars. La décision anglaise venait du fait que la Grande-Bretagne connaissait des problèmes de ravitaillement à cause des attaques sous-marines allemandes, et l’aide japonaise dans la protection de la marine marchande anglaise était alors très précieuse. La France et la Russie, quant à elles, n’avaient aucune raison de ne pas suivre la Grande-Bretagne dans cette décision. L’Angleterre comptait aussi sur l’influence du Japon pour faire entrer la Chine en guerre du côté des alliés. C’est à ce moment que l’Angleterre promit au Japon de soutenir ses ambitions en Extrême-Orient à la future Conférence de la paix de 1919.
Au cours de l’année 1917, plusieurs événements vinrent cependant contrarier la politique japonaise. Le 15 mars, le régime tsariste fut renversé par la révolution et il fut remplacé par un gouvernement qui ne souhaitait pas poursuivre les accords conclus par le tsar Nicolas II. Le 6 avril, les États-Unis déclarèrent la guerre à l’Allemagne, ce qui leur conféra un rôle de premier plan à la conférence de la paix. Puis, l’entrée en guerre de la Chine le 14 août permettait également à celle-ci de défendre ses propres intérêts à la conférence de la paix. En effet, les Alliés ne comptaient pas sur une aide militaire de la Chine, mais voulaient s’emparer des navires allemands en eaux chinoises, ce qu’ils ne pouvaient faire qu’avec l’accord de la Chine.
Le 2 novembre est signé l’accord Lansing–Ishii entre les États-Unis et le Japon. L’accord reconnaît dans des termes pour le moins ambigus que le Japon avait des « intérêts spéciaux en Chine » du fait de la « proximité territoriale ». Les États-Unis choisirent de signer ce traité pour éviter que le Japon conclût un accord avec l’Allemagne.

## Événements de 1918
Dès décembre 1917, Clemenceau invita les Japonais à fixer les troupes allemandes en Russie, devant l’armistice germano-russe. Churchill soutint également cette position en mars 1918. Dès le 12 janvier 1918, deux navires de guerre japonais arrivèrent dans le port de Vladivostok en Sibérie, pour protéger les stocks des Alliés de la menace des Allemands et des Soviets. Le 5 avril, ce furent des fusiliers marins japonais qui étaient débarqués à Vladivostok. Le Japon, après avoir hésité à intervenir, vit une occasion d’étendre sa domination territoriale en Sibérie. Les effectifs japonais à Vladivostok, qui devaient initialement se limiter à 8 000 hommes, atteignirent rapidement 70 000 hommes au mois d’août 1918. Les troupes japonaises finirent par occuper toute la Sibérie orientale jusqu’au lac Baïkal. Au cours de la Guerre civile russe, le Japon protégea les généraux russes blancs et soutint avec les Alliés l’amiral Alexandre Koltchak.
Les exportations quadruplèrent pendant la guerre, des capitaux étrangers affluant et l'industrie augmentant sa production pour soutenir l'effort de guerre, en août 1918 l'inflation déclencha les émeutes du riz de 1918.

## Événements de 1919
Saionji Kinmochi siégea avec les Alliés à la conférence de paix de Paris (1919), il reçut mandat pour occuper les possessions allemandes en Asie et le Japon émergea comme puissance majeure.